# Dornock House
Dornock House ist ein Bauernhof in der schottischen Ortschaft Dornock in der Council Area Dumfries and Galloway. 1971 wurde das Bauwerk in die schottischen Denkmallisten zunächst in der Kategorie B aufgenommen. Die Hochstufung in die höchste Denkmalkategorie A erfolgte 1987. 1992 wurde die Anlage in das schottische Register gefährdeter denkmalgeschützter Bauwerke aufgenommen. 2014 wurde ihr Zustand jedoch als ordentlich bei geringer Gefährdung eingestuft.

## Beschreibung
Das Anwesen liegt am Südrand von Dornock nördlich der Öffnung des Esk zum Solway Firth. Die Gebäude entstanden in mehreren Bauphasen. Als Keimzelle diente ein frühklassizistisches Bauernhaus, das in den Jahren 1700 und 1730 entstand. Weitere Bauaktivitäten erstreckten sich im Wesentlichen über das 18. Jahrhundert. Um 1950 wurde der Bauernhof aufgegeben.
Das Mauerwerk von Dornoch House besteht großteils aus rötlichem Bruchstein; teilweise wurde auch Ziegelstein verbaut. Ursprünglich war es vier Achsen weit, wurde jedoch in der Mitte des 18. Jahrhunderts um zwei weitere Achsen erweitert. Die Eingangstüre ist als Rundbogenportal mit Schlussstein gearbeitet. Der Architrav ist mit Blattmotiven ornamentiert. Der Innenraum ist weitgehend zerfallen. Ebenerdig ist jedoch noch der ursprüngliche offene Kamin erhalten. Es schließen sich Scheunen an, deren Öffnungen teils mit Segmentbögen gearbeitet sind. Die Dächer sind mit Schiefer eingedeckt.